# Boeing Vertol XCH-62
El Boeing Vertol XCH-62 (Model 301) fue un proyecto de helicóptero pesado triturbina, diseñado para el Ejército de los Estados Unidos por Boeing Vertol. Aprobado en 1971, solo fue construida una aeronave antes de que fuera cancelado en 1974. Un intento de la NASA de resucitar el programa fue abortado en 1983.

## Diseño y desarrollo
Mientras que el CH-47 Chinook es un helicóptero grande para los estándares estadounidenses, su carga útil de 12 700 kg es enana para los enormes helicópteros ruso-soviéticos como el Mil Mi-26 (19 958 kg) y el experimental Mil Mi-12 (24 947-39 916 kg), y durante mucho tiempo Boeing y los militares estadounidenses tuvieron la ambición de igualar o superar a los pesados aparatos de Mil.
A finales de los años 60, Boeing presentó diseños de máquinas con amplias similitudes a los Sea Knight y Chinook, pero con el doble de tamaño del último en términos de dimensiones lineales. Las máquinas propuestas incluían el transporte Model 227 y la grúa volante Model 237.
Buscando ser agraciado con un contrato del Ejército por un prototipo de Helicóptero de Carga Pesado (Heavy Lift Helicopter) (HLH) en 1973, Boeing se adelantó construyendo una máquina grúa volante sobredimensionada, el XCH-62. El diámetro del rotor iba a ser de 28 metros, la longitud del fuselaje de 27,2 m y la longitud total de 49,5 m. Su ancho y espaciado tren de aterrizaje le permitiría llevar a horcajadas pesadas cargas como vehículos blindados, y todavía transportar a doce soldados en su esbelto fuselaje. Boeing también consideró vender una versión comercial, el Model 301. El helicóptero estaba propulsado por tres turboeje Allison XT701-700, cada uno de 8079 shp, que se conectaban a una caja de cambios combinadora capaz de absorber 17 700 shp.
El prototipo del XCH-62 estaba en avanzado estado de ensamblaje en 1975, estando preparado para un planeado vuelo inicial en 1976. Se experimentaron fallos en el engranaje cónico espiral de la transmisión principal en las pruebas, porque el método de análisis empleado no había considerado el efecto del doblado de aro. Consecuentemente, fueron diseñadas y fabricadas nuevas cajas de cambio con aros reforzados. Para una predicción más precisa de la capacidad de carga de los engranajes, fue desarrollado un extenso sistema de Método de Elementos Finitos (Finite Element Method) (FEM). El rotor trasero del HLH XCH-62 del Ejército estadounidense fue finalmente probado con éxito con los esfuerzo de torsión y velocidad de diseño máximos, pero el Congreso de los Estados Unidos cortó los fondos del programa en agosto de 1975. Los diseñadores del Mil Mi-26 eludieron problemas similares usando un diseño de par de torsión en la transmisión del rotor principal.
El incompleto prototipo del XCH-62 (73-22012) fue almacenado en el United States Army Aviation Museum en Fort Rucker, Alabama. Iba a ser sacado del almacenaje a mitad de los años 80 cuando el Ejército, la NASA y la DARPA colaboraron en un proyecto para finalizar el XCH-62 para realizar vuelos experimentales. Sin embargo, el Congreso negó los fondos, y el aparato se mantuvo incompleto.
El prototipo del XCH-62, el mayor helicóptero construido en los países occidentales, fue exhibido en el Museo de la Aviación del Ejército estadounidense hasta que fue desguazado en 2005. En 2008, varias partes fueron enviadas al Helicopter Museum en Weston-super-Mare (Reino Unido), para ser exhibidas allí.

### Componentes
Leyenda:  Estados Unidos

#### Propulsión
| Sistema | País                      | Fabricante             | Notas           |
| ------- | ------------------------- | ---------------------- | --------------- |
| Motor   | Bandera de Estados Unidos | Allison Engine Company | 3 × T701-AD-700 |

## Especificaciones
Referencia datos: America's heavy lift helicopter

### Características generales
- Longitud: 27,2 m (fuselaje)
- Diámetro rotor principal: 28 m (92 ft)
- Altura: 9,85 m (a la parte superior del pilón)
- Área circular: 1231,9 m² (13 260,3 ft²)
- Peso vacío: 27 025,1 kg (59 563,2 lb)
- Peso cargado: 53 523,9 kg (117 966,8 lb)
- Planta motriz: 3× turboeje Allison T701-AD-700.
  - Potencia: 6025 kW (8307 HP; 8193 CV) cada uno.

### Rendimiento
- Velocidad máxima operativa (Vno): 269 km/h (167 MPH; 145 kt) con carga externa
- Alcance: 278 km (150 nmi; 173 mi)
- Alcance en ferry: 2778 m (9114 ft)

## Aeronaves relacionadas

### Desarrollos relacionados
- Boeing CH-47 Chinook

### Aeronaves similares
- Sikorsky CH-54 Tarhe
- S-64 Skycrane
- Mil Mi-10

### Secuencias de designación
- Secuencia _H-_ (Helicópteros estadounidenses, 1962-presente): ← XH-59 - UH-60/SH-60/HH-60/MH-60 - YUH-61 - XCH-62 - YAH-63 - AH-64 - HH-65 →